# Pasynki (obwód orłowski)
Pasynki (ros. Пасынки) – wieś (dieriewnia) w Rosji, w obwodzie orłowskim, w rejonie nowodieriewieńkowskim. W 2021 liczyła 156 mieszkańców.